# Chris Woods
Christopher "Chris" Charles Eric Woods, född 14 november 1959, är en engelsk före detta fotbollsmålvakt som nu är målvaktstränare i Manchester United och USA:s landslag.

## Klubbkarriär

### Nottingham Forest
Chris Woods kom till Nottingham Forest 1975 och flyttades upp till seniorlaget 1976. Under sina tre år i A-laget spelade Woods inte en enda ligamatch. Under säsongen 1977/1978 fick Woods chansen i Ligacupen, då Peter Shilton, ny från Stoke City, redan hade deltagit i turneringen för ett annat lag. Nottingham gick till final där Woods höll nollan två gånger om och Nottingham kunde säkra cup-guldet via 1-0 i omspelet.
Peter Shilton var ohotad etta i Nottinghams mål, och Woods satt på bänken när Nottingham åter vann ligacupen 1979 samt Europacupen samma år.

### Queens Park Rangers
Sommaren 1979 värvades Chris Woods till Queens Park Rangers i andradivisionen, där han blev förstemålvakt. Efter två säsonger flyttade han vidare till Norwich City.

### Norwich City
Det var i Norwich Woods fick sitt genombrott. Säsongen 1984/1985 vann Woods återigen Ligacupen, efter 1-0 i finalen mot Sunderland, men trots framgången i cupen slutade Norwich sist i Första Divisionen. Efter säsongens slut blev Woods kallad till Englands landslag för första gången. Sejouren i andradivisionen blev kortvarig då Norwich direkt tog sig tillbaka, då Woods spelade samtliga matcher. 2002 blev Chris Woods inröstad i klubbens "Hall of Fame".

### Rangers
Efter VM 1986 köptes Woods av skotska Rangers. Under sin första säsong vann Rangers både Premier League och Ligacupen. Mellan november 1986 och januari 1987 slog Woods rekord då han spelade 1196 minuter utan att släppa in något mål.
Rangers försvarade sin titel i Ligacupen både 1988 och 1989, och de vann även ligan 1989, 1990 och 1991.

### Sheffield Wednesday
I augusti 1991 accepterades ett bud på Woods vilket innebar att han flyttade till Sheffield Wednesday. 1993 var fullt av besvikelser för Woods då Sheffield Wednesday först förlorade Ligacupfinalen mot Arsenal med 2-1. Några veckor senare var det dags för FA-cupfinal, även denna gång mot Arsenal. Första matchen slutade 1-1 och omspelet likaså. Matchen var då på väg mot straffar men med bara sekunder kvar av förlängningen nickade Andy Linighan in 2-1 för Arsenal.

### Slutet
Under säsongen 1995/1996 blev Woods petad till förmån för Kevin Pressman vilket resulterade i en utlåning till Reading innan han flyttade till USA för spel med Colorado Rapids.
I oktober 1996 återvände Chris Woods till England för en låneperiod hos Southampton, men redan i den fjärde matchen bröt Woods benet och återvände till USA för rehabilitering.
Efter att ha återhämtat sig hade han korta sejourer i Sunderland och Burnley innan han avslutade karriären 1998.

## Internationell karriär
Chris Woods gjorde sin landslagsdebut för England 16 juni 1985 i en vänskapsmatch mot USA. Woods kom med i truppen till VM 1986 som backup till Peter Shilton, och fick heller ingen speltid.
Under EM 1988 floppade England totalt. I första matchen förlorade man mot Irland med 1-0 och den andra mot Nederländerna med 3-1. Den sista gruppspelsmatchen mot Sovjetunionen var betydelselös för Englands del och då fick Woods chansen för första gången i ett stort mästerskap. England förlorade matchen med 3-1 och fiaskot var ett faktum.
Efter VM 1990 som var Bryan Robsons sista mästerskap som förbundskapten blev Woods till slut förstamålvakt även i landslaget. Under EM 1992 var Chris Woods förstavalet. Efter att ha spelat 0-0 mot både Danmark och Frankrike var England tvungna att vinna mot Sverige för att ha chans att gå vidare till semifinal. Sverige vann dock med 2-1 och England var utslagna.
Woods fortsatte i landslaget under kvalet till VM 1994, men efter förlust mot Norge och senare mot USA i en vänskapsmatch blev Woods petad till förmån för David Seaman.

## Meriter
Nottingham Forest
- FA Community Shield: 1978
- Engelska Ligacupen: 1978
- Europacupen: 1979
- Europeiska Supercupen: 1979

Norwich City
- Engelska Ligacupen: 1985

Rangers
- Skotska Premier League: 1987, 1989, 1990, 1991
- Skotska Ligacuper: 1987, 1988, 1989, 1991